# Ałła Diemidowa
Ałła Siergiejewna Diemidowa (ros. А́лла Серге́евна Деми́дова; ur. 29 września 1936) – radziecka i rosyjska aktorka filmowa.
W 1959 ukończyła studia na Wydziale Ekonomicznym Moskiewskiego Uniwersytetu Państwowego, występowała w teatrze studenckim tego uniwersytetu, od 1959 do 1963 uczyła się w Szkole Szczukińskiej. W filmie zadebiutowała w 1957 rolą w Leningradzkiej Symfonii Zachara Agranienki.

## Wybrana filmografia
- 1974: Zwierciadło jako Lisa, koleżanka Natalii
- 1977: Cudowny kwiat jako czarownica
- 1978: Ojciec Sergiusz jako Paszeńka

## Odznaczenia i nagrody
- Nagroda Państwowa ZSRR (1977)
- Order „Za zasługi dla Ojczyzny” III klasy (28 lipca 2011)
- Order „Za zasługi dla Ojczyzny” IV klasy (9 maja 2007)
- Order Przyjaźni (Federacja Rosyjska) (16 kwietnia 1997)
- Ludowy Artysta RFSRR (19 listopada 1984)
- Zasłużony Artysta RFSRR (28 grudnia 1973)

I inne.